# Ajedrez en Azerbaiyán

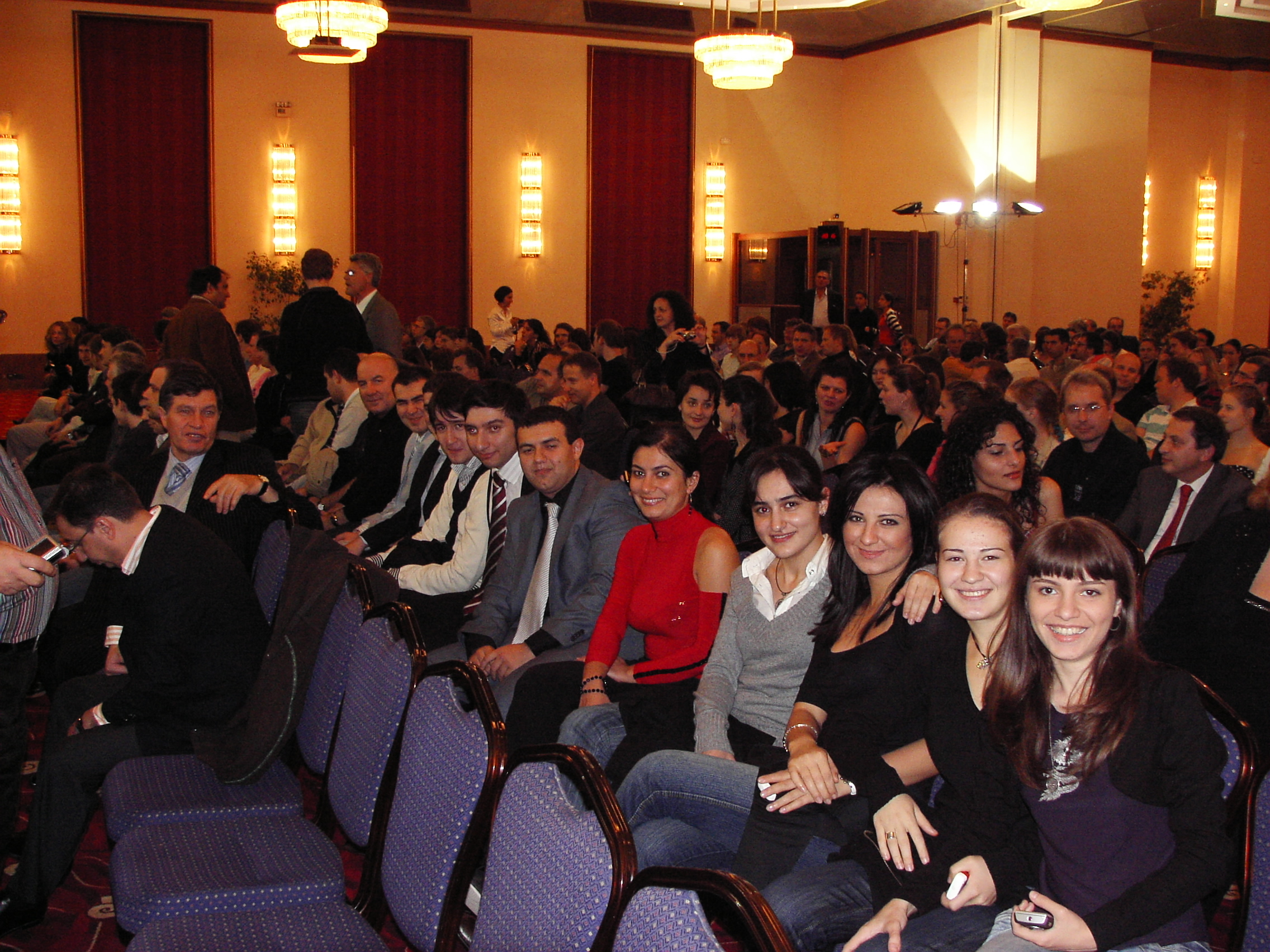
Selecciones nacionales masculina y femenina de Azerbaiyán en el Campeonato Europeo de 2007.

El ajedrez en Azerbaiyán es uno de los deportes más populares y antiguos del país, donde lo organiza la Federación de Ajedrez de Azerbaiyán (AŞF).

## Historia del ajedrez en Azerbaiyán
Los orígenes se pueden encontrar en las obras de poetas persas del siglo XII como Khaqani Shirvani y Nezamí Ganyaví, que vivieron en el Azerbaiyán moderno, así como en las obras del escritor y poeta azerbaiyano del siglo XVI Fuzûlî y otros. El escritor y filósofo azerbaiyano Mirza Fatali Akhundov explicó las reglas del ajedrez en su poema de 1864, "El juego del shatranj".

## Azerbaiyán como parte de la URSS
El ajedrez organizado comenzó en Azerbaiyán poco después de la creación de la República Socialista Soviética de Azerbaiyán en 1920, y el juego se extendió rápidamente. La primera columna de ajedrez apareció en el periódico "Bakinsky Rabochy" a principios de la década de 1920. En 1923, se celebró el primer Campeonato de Bakú.
El 2 y 3 de mayo de 1929, se celebró un partido entre los equipos de Bakú y Tiflis, la capital de la República Socialista Soviética de Georgia, en 8 tableros en Bakú.
En 1934 se celebró el primer campeonato de Azerbaiyán, que ganó Selimkhanov, que en 1935 se convirtió en presidente de la "Organización de Ajedrez de Azerbaiyán". En 1936 se celebró el primer campeonato femenino. En 1936, A. Polisskaya de Bakú se convirtió en "Campeona Femenina del Cáucaso Sur".
En 1938, se inauguró una escuela de ajedrez femenina en el "Club de Damas y Ajedrez de Bakú". Sin embargo, estos campeonatos locales y nacionales de ajedrez no se celebraban todos los años y la Segunda Guerra Mundial interrumpió los torneos y actividades de ajedrez. Sin embargo, desde 1947, los campeonatos de ajedrez se han celebrado allí todos los años.

## Tiempos modernos
Tras la independencia de Azerbaiyán tras la disolución de la Unión Soviética en 1991, los ajedrecistas azerbaiyanos consiguieron altos resultados en diversas competiciones internacionales, campeonatos mundiales y europeos. En 1992, el equipo nacional femenino representó por primera vez al Azerbaiyán independiente en la Olimpiada de ajedrez de Manila (Filipinas) y quedó en el séptimo lugar entre 67 equipos. El equipo femenino ganó medallas de bronce en el Campeonato de Europa de ajedrez por equipos celebrado en Debrecen (Hungría) en 1993. El equipo nacional masculino ganó medallas de bronce en 2007 en el Campeonato de Europa de ajedrez por equipos celebrado en Grecia. El equipo masculino ganó el título de "el equipo más fuerte de Europa" en Serbia en 2009, luego ganó medallas de plata en 2011 en Grecia y en 2013 en Polonia. En 2012 y 2014, el equipo masculino "SOCAR-Azerbaiyán" ganó el Campeonato Europeo de Clubes dos veces. Los grandes maestros azerbaiyanos Shakhriar Mamedyarov, Teimour Radjabov y Vugar Gaishimov lograron ascender al cuarto y sexto lugar en el ranking mundial.
El gran maestro Teimour Radjabov se convirtió en el primer azerbaiyano en ganar la Copa del Mundo de Ajedrez el 4 de octubre de 2019 en Khanty-Mansiysk, Rusia.
En 2022, los representantes de Azerbaiyán Govhar Beydullayeva y Abdulla Gadimbayili ganaron el Campeonato Juvenil de Ajedrez de Italia.
El "Baku Open 2023" está programado del 4 al 12 de mayo de 2023 y está dedicado al centenario del nacimiento de Heydar Alíyev.